# 22833 Scottyu
22833 Scottyu este un asteroid din centura principală de asteroizi.

## Descriere
22833 Scottyu este un asteroid din centura principală de asteroizi. A fost descoperit pe 7 septembrie 1999 la Socorro, New Mexico, în cadrul proiectului LINEAR. Asteroidul prezintă o orbită caracterizată de o semiaxă mare de 2,23 ua, o excentricitate de 0,06 și o înclinație de 4,7° în raport cu ecliptica.